# Klaus-Jürgen Sucker

Klaus-Jürgen Sucker (Afroalpine Zone des Mt. Muhavura)

Klaus-Jürgen Sucker (* 12. November 1956 in Minden; † 20. Juni 1994 in Kisoro, Uganda) war Zoologe und Verhaltensforscher. Er arbeitete zu Verhalten und Habitatansprüchen von Berggorillas. Sucker gründete und leitete von 1989 bis 1994 das Mgahinga Gorilla National Park Project (MGNPP) in Uganda.

## Leben
Sucker studierte Biologie an der Universität Bielefeld und führte im Apenheul (Niederlande) eine ethologische Studie an Flachlandgorillas durch: Verhaltensstudie über Raumnutzung, Raumverteilung und Raumdynamik einer Gorillagruppe in seminatürlicher Haltungsform bei Klaus Immelmann. Sucker war Mitbegründer und aktiv bei mehreren nichtstaatlichen Organisationen (Arbeitsgemeinschaft Regenwald und Artenschutz (ARA), Berggorilla & Regenwald Direkthilfe (B&RD) und Herausgeber der Regenwälder Nachrichten).
1988 untersuchte Sucker die Gefährdung des im Dreiländereck Uganda – Zaire – Rwanda gelegenen Mgahinga Forest Reserve. Das damals wenig beachtete in der Kette der Virunga-Vulkane liegende Wildschutzgebiet, war durch illegale Rodungen, Wilderei und Vieheintrieb bereits stark degradiert worden. Sucker stellte die Bedeutung vor allem als Lebensraum für die bedrohten Berggorillas heraus.
Im Dezember 1989 wurde er im Auftrag des Deutschen Tierschutzbundes Projektleiter des Mgahinga Gorilla National Park Project (MGNPP) in Kisoro, Uganda. Ab Juli 1991 arbeitete er auch für das  Centrum für internationale Migration und Entwicklung (CIM) und war Technical Advisor des Ministry of Tourism and Wildlife Uganda und Chief Park Warden. Im Mai 1991 erklärte das ugandische Parlament das einstige Wildschutzgebiet zum Mgahinga-Gorilla-Nationalpark.

Klaus-Jürgen Sucker und seine Ranger am Eingang des Mgahinga-Gorilla-Nationalpark

Im Juni 1992 wurde der bis dahin nur 24,5 km² große Nationalpark auf 33,7 km² ausgeweitet. 1994 verlor Sucker seinen Posten als Chief Park Warden des Nationalparks im Zusammenhang mit Auseinandersetzungen um so genannte Multiple-Use-Projekte (Development through Conservation), die die Hilfsorganisation CARE etablieren wollte. Der lokalen Bevölkerung sollte damit der Zugang zum Nationalpark eröffnet werden, um dort Bambus (eine der Hauptnahrungsquellen der Berggorillas) zu ernten oder Kräuter zu sammeln. Sucker sollte fortan in dem im Norden Ugandas gelegenen Kidepo-Valley-Nationalpark als Primatologe eingesetzt werden.
Am 20. Juni 1994 wurde Klaus-Jürgen Sucker erhängt in seinem Wohnhaus in Kisoro aufgefunden. Die von offiziellen Stellen verbreitete Erklärung einer Selbsttötung ist widersprüchlich und wird von Weggefährten und Freunden stark angezweifelt. Sie zogen Parallelen zur ermordeten US-amerikanischen Primatologin Dian Fossey. Klaus-Jürgen Sucker wurde 1994 in einem anonymen Urnengrab in seinem Geburtsort beigesetzt.